# Zhang Youyi
Zhang Youyi (張幼儀, 29 janvier 1900 - 1988) est une professeur et banquière chinoise qui fut la première femme du poète Xu Zhimo. Avec le soutien de son frère Zhang Jia'ao, le directeur-général de la Banque de Chine, elle fonde sa propre banque, la banque pour les femmes à Shanghai.

## Études
En 1912, lorsque Zhang Youyi a 12 ans, elle découvre une publicité dans le journal Shen Bao pour une école pour filles à Suzhou pour former de futures professeurs. Elle demande alors à ses parents de pouvoir aller dans cette école et ils acceptent en raison du faible coût de scolarité. Zhang Youyi et sa Première Sœur sont admises à l'école après un examen d'entrée. Comme Zhang Youyi doit se marier en 1915, ses parents lui demandent de quitter ses études et de retourner chez eux pour préparer son avenir. Elle obéit et quitte l'école deux mois avant son mariage.
En 1922, elle s'installe à Berlin pour étudier à l'école Pestalozzi Furberhaus qui se base sur les études d'un professeur suisse. Zhang Youyi apprend intensivement l'allemand pendant des mois mais débute au niveau des professeurs de maternelle car c'est le poste demandant le moins d'habilités linguistiques.

## Mariage
Elle se marie avec le poète Xu Zhimo et donne naissance à deux fils, Hsu Chi-kai (né en 1918) et Peter Hsu (1922-1925). Après la naissance de son deuxième enfant, Youyi reçoit une lettre de son mari demandant le divorce. Dans cette lettre, Xu explique qu'un « mariage qui n'est pas basé sur l'amour est intolérable » et signe les papiers du divorce.